# Fritz Bauer Institut
Das Fritz Bauer Institut zur Geschichte und Wirkung des Holocaust in Frankfurt am Main ist eine unabhängige, zeitgeschichtlich ausgerichtete und interdisziplinär orientierte Forschungs- und Bildungseinrichtung. Es untersucht und dokumentiert die Geschichte der nationalsozialistischen Massenverbrechen – insbesondere des Holocaust – und deren Wirkung bis in die Gegenwart. Seit dem Jahr 2000 ist das Fritz Bauer Institut ein An-Institut der Johann Wolfgang Goethe-Universität Frankfurt am Main. 2017 wurde am Historischen Seminar der Goethe-Universität der Lehrstuhl zur Geschichte und Wirkung des Holocaust geschaffen. Der Lehrstuhl ist mit der Leitung des Fritz Bauer Instituts verbunden.

## Aufgaben
Das Institut erforscht interdisziplinär die Geschichte und Wirkung der nationalsozialistischen Massenverbrechen, insbesondere des Holocaust, und vermittelt die Ergebnisse einer breiten Öffentlichkeit. Dabei versteht sich das Institut als Nahtstelle zwischen wissenschaftlicher Theoriebildung und kultureller Praxis. Es führt Forschungsprojekte durch und organisiert Ausstellungen, Fachtagungen und andere öffentliche Veranstaltungen. Daneben werden schulische und außerschulische Bildungsangebote entwickelt. In mehreren Buchreihen veröffentlicht das Institut regelmäßig wissenschaftliche Publikationen, einmal jährlich erscheint das Bulletin „Einsicht“ mit Beiträgen zu unterschiedlichen thematischen Schwerpunkten und einem ausführlichen Rezensionsteil. Das Fritz Bauer Institut bietet regelmäßig Lehrveranstaltungen am Historischen Seminar der Goethe-Universität Frankfurt am Main an.

## Geschichte
Am 11. Januar 1995, 50 Jahre nach der Befreiung der nationalsozialistischen Konzentrations- und Vernichtungslager, riefen das Land Hessen, die Stadt Frankfurt am Main und der Förderverein Fritz-Bauer-Institut e. V. das Fritz Bauer Institut als Stiftung bürgerlichen Rechts ins Leben.
Das Institut trägt den Namen des ehemaligen hessischen Generalstaatsanwalts Fritz Bauer, des jüdischen Remigranten, demokratischen Justizreformers und Initiators der Frankfurter Auschwitz-Prozesse. Fritz Bauer verstand die NS-Prozesse als Selbstaufklärung der deutschen Gesellschaft in den Bahnen des Rechts. Mittels der juristischen Aufarbeitung der NS-Verbrechen wollte er „Gerichtstag halten über uns selbst und über die gefährlichen Faktoren in unserer Geschichte“. Das Institut ist dem geistigen und politischen Erbe Fritz Bauers verpflichtet.
Frankfurts damaliger Oberbürgermeister Volker Hauff brachte unter dem Eindruck seines Besuchs in der Gedenkstätte Yad Vashem in Jerusalem 1989 die Diskussion um ein Holocaust-Zentrum im „Land der Täter“ in Gang. 1992 wurde mit dem Abschlussbericht der Planungsgruppe „Frankfurter Lern- und Dokumentationszentrum des Holocaust“ – eingesetzt im Auftrag des Dezernats Kultur und Freizeit der Stadt Frankfurt am Main – die von Hanno Loewy vorgelegte Konzeption des Fritz Bauer Instituts vorgestellt. Nach mehrjähriger Vorarbeit durch die Arbeitsstelle Fritz Bauer Institut der Stadt Frankfurt am Main  wurde im Januar 1995 die Stiftung Fritz-Bauer-Institut gegründet.
Als Gründungsdirektor des Fritz Bauer Instituts wurde Hanno Loewy (bis September 2000) berufen. Ihm folgten nach die Direktoren Micha Brumlik (2000–2005), Dietfrid Krause-Vilmar (Kommissarische Leitung, 2005–2007), Raphael Gross (2007–2015) und Werner Konitzer (Kommissarische Leitung, 2015–2017). 2017 übernahm Sybille Steinbacher die Leitung des Fritz Bauer Instituts. Sie ist zugleich Inhaberin des neu geschaffenen Lehrstuhls zur Erforschung der Geschichte und Wirkung des Holocaust am Historischen Seminar der Goethe-Universität Frankfurt am Main.
Zum 25-jährigen Bestehen des Instituts fand eine Festveranstaltung statt. Diese ist in einem Band dokumentiert, der auch einen Aufsatz zur Gründungsgeschichte des Instituts enthält.
Im Jahr 2022 wurde das Fritz Bauer Institut im Auftrag des Landes Hessen durch den Wissenschaftsrat erfolgreich evaluiert.

## Struktur
Das Institut wird vom Förderverein Fritz Bauer Institut e. V. unterstützt, dieser zählt knapp 1.000 Mitglieder (Stand August 2019) im In- und Ausland. Die Arbeit des Instituts wird durch seinen interdisziplinär besetzten Wissenschaftlichen Beirat unterstützt und beraten.
Seit Herbst 2000 ist das Fritz Bauer Institut mit der Goethe-Universität Frankfurt am Main assoziiert und hat seinen Sitz im I. G.-Farben-Haus auf dem Campus Westend. Die Kooperation mit der Universität wurde 2017 weiter intensiviert, als am Historischen Seminar der Universität der Lehrstuhl zur Geschichte und Wirkung des Holocaust eingerichtet wurde, der erste zu diesem Themenfeld in der Bundesrepublik Deutschland. Der Lehrstuhl ist mit der Leitung des Fritz Bauer Instituts verbunden.
Das Archiv des Fritz Bauer Instituts verwahrt die Unterlagen, die im Rahmen der Arbeit des Instituts seit 1995 entstanden sind. Es nimmt Schriftgut staatlicher und privater Einrichtungen zu Themen- und Forschungsschwerpunkten des Instituts auf und sammelt Vor- und Nachlässe bedeutender Persönlichkeiten. Die Bestände ergänzt es laufend durch Erwerbungen und Übernahmen in den Bereichen Bild, Film, Ton, unselbstständige Publikationen und Presseveröffentlichungen vor und nach 1945. Die Bestände – 2018 waren es etwa 300 laufende Meter – gliedern sich in die Abteilungen »Hausarchiv«, »Sammlungen«, »Überlassungen«, »Selekte«, »Druckschriften und Graue Literatur« gliedern. Sie werden kontinuierlich erschlossen und einer interessierten Öffentlichkeit zugänglich gemacht. Das Archiv des Fritz Bauer Instituts erteilt Auskunft bei historischen Anfragen und bietet Unterstützung in Hinblick auf Archivgut anderer öffentlicher Archive.
Das Fritz Bauer Institut unterhält eine eigene Präsenzbibliothek auf dem Campus Westend der Universität Frankfurt. Ihr Bestand umfasst rund 13.000 Bücher und andere Medien zur Geschichte und Wirkung des Holocaust.
Die Goethe-Universität und das Fritz Bauer Institut schreiben seit 2001 eine Gastprofessur für interdisziplinäre Holocaustforschung aus. Wissenschaftler, die zur Geschichte und Wirkung des Holocaust arbeiten, forschen für jeweils ein Semester am Fritz Bauer Institut und lehren am Historischen Seminar der Goethe-Universität. Seit dem Wintersemester 2015/2016 wird die Gastprofessur gefördert durch Michael Hauck (†) und Oliver Puhl, seit 2019 trägt sie den Namen „Michael Hauck Gastprofessur“.
Die Arbeit des Instituts genießt internationale Aufmerksamkeit. Seit dem 17. November 2000 ist es offiziell als Bildungsträger anerkannt und arbeitet als selbständiges Kulturinstitut mit zahlreichen wissenschaftlichen Forschungsstätten, Gedenkstätten und Museen in aller Welt zusammen. Seit 1995 ist das Fritz Bauer Institut Mitglied im Arbeitskreis selbständiger Kultur-Institute e. V.

## Auszeichnungen
- 2013: Ignatz-Bubis-Preis für Verständigung der Stadt Frankfurt am Main.
- 2013: Buber-Rosenzweig-Medaille (gemeinsam mit Mirjam Pressler)
- 2018: Georg-August-Zinn-Preis der SPD Hessen zur Förderung von Rechtsstaatlichkeit, Demokratie und sozialem Zusammenhalt (gemeinsam mit Oberstaatsanwalt a. D. Gerhard Wiese)